# مازیار لرستانی
مازیار صالحی لرستانی (زادهٔ ۳۱ خرداد ۱۳۴۵؛ با نام شهره صالحی لرستانی) بازیگر ایرانی است. او فعالیت سینمایی خود را در سال ۱۳۶۵ با بازی در فیلم اوغور بخیر آغاز کرد.

## زندگی شخصی
مازیار صالحی لرستانی در ۳۱ خرداد ۱۳۴۵ با نام شهره صالحی لرستانی در تهران زاده شد. او یک خواهر و یک برادر دارد. پدرش قاضی دادگستری و مادرش معلم بود. او اصالتاً لر هست و به خاطر شغل پدرش در چندین شهر از جمله همدان سکونت داشته است. لرستانی از پنج سالگی به اجرا علاقه‌مند شد. او چارلی چاپلین را قهرمان دوران کودکی‌اش می‌دانست و به تقلید از نام کامل چاپلین (که چارلز اسپنسر چاپلین را مخفف کرده بود)، او هم صالحی را از نام کاملش حذف کرد. وی دانش‌آموختهٔ کارشناسی رشتهٔ کارگردانی تئاتر از پردیس هنرهای زیبای دانشگاه تهران در سال ۱۳۶۹ و همچنین دانش‌آموختهٔ کارشناسی ارشد رشتهٔ فیلم‌نامه‌نویسی سینما از مرکز اسلامی آموزش فیلم‌سازی مجتمع فیلم‌سازی باغ فردوس در سال ۱۳۷۳ است.

### تطبیق جنسیت
لرستانی، در ۲۲ تیر ۱۴۰۱ از تطبیق جنسیت خود خبر داد و گفت نام مازیار را برای خود برگزیده است. این اتفاق از سوی کاربران در شبکه‌های اجتماعی با واکنش‌های فراوان روبه‌رو شد و درحالی که عده‌ای از «تغییر جنسیت» او سخن می‌گفتند، فعالان حقوق تراجنسیتی‌ها یادآوری کردند که باید از عبارت «تطبیق جنس» برای این موضوع استفاده کرد. او گفت هویت سابق او مردی بوده که ۵۶ سال ادامه داشته و امیدوار است که بتواند آن را به درمان برساند.

## زندگی هنری

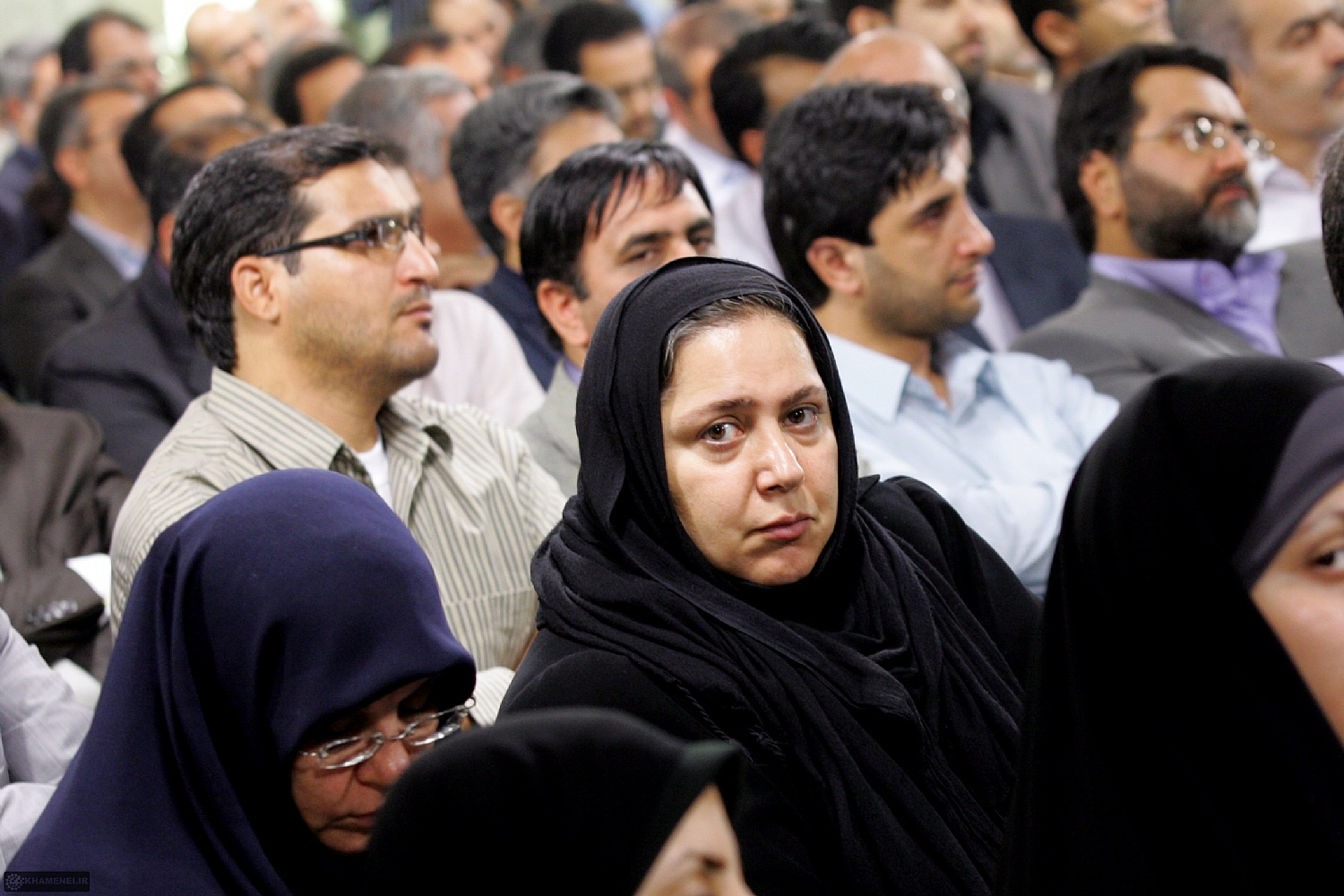
لرستانی در دیدار هنرمندان صداوسیما با سید علی خامنه‌ای در ۱۳۸۹

لرستانی بازی در تئاتر را از سال ۱۳۶۴ با نمایش‌های دانشجویی از جمله آدم‌برفی، زیبایی بی‌اعتنا، من به باغ عرفان، آژاکس، پیشنهاد ازدواج و تبعیدی‌ها تجربه کرد و تا ۱۳۶۹ ادامه داد. بازی در سینما را از سال ۱۳۷۰ با فیلم نیاز به کارگردانی علیرضا داوودنژاد آغاز کرد.
وی از سال ۱۳۶۶ کارگردانی ۱۷ تئاتر حرفه‌ای در تئاتر شهر از جمله خسیس دهکدهٔ روگافورد، گالری، پرده‌برداری، عقاب، داش آکل، آنتیگون، متوری، بنگاه تئاترال، تلخ بازی قمر در عقرب، زندگی دوگانه و پیک‌نیک در میدان جنگ را بر عهده داشته است؛ نمایش سلطان مار نوشتهٔ بهرام بیضایی یکی از موفق‌ترین اجراهای تئاتر در دههٔ هفتاد از جمله کارهای او است. همچنین کارگردانی نمایش تلویزیونی در پوست شیر نوشتهٔ شان اوکیسی، برای شبکهٔ چهار را انجام داده است.
مجموعهٔ تلویزیونی هتل به کارگردانی مرضیه برومند و فیلم سینمایی مأموریت آقای شادی و چندین تله‌فیلم دیگر از جمله آثاری است که او به عنوان نویسنده در آنان حضور داشته است. چندین فیلم کوتاه و تله‌فیلم از کارهایی است که وی کارگردانی کرده است.

## خانه پیشکسوتان
لرستانی در دهه ۱۳۸۰ خانه پیشکسوتان هنر را با همکاری شهرداری تهران تأسیس کرد. هدف او پدیدآوردن مکانی برای پشتیبانی از هنرمندانی بود که دیگر کار نمی‌کنند. اما با روی کار آمدن دولت محمود احمدی‌نژاد تعطیل شد و وزارت فرهنگ و ارشاد اسلامی مؤسسه هنرمندان پیشکسوت را تأسیس کرد.

## آثار

### کارگردانی
| سال  | نام فیلم                 | توضیحات          |
| ---- | ------------------------ | ---------------- |
| ۱۳۷۹ | در پوست شیر              | تئاتر تلویزیونی  |
| ۱۳۸۷ | عمه ماه‌منیر              | فیلم تلویزیونی   |
| ۱۳۸۷ | بی‌بی خاتون               | فیلم تلویزیونی   |
| ۱۳۸۹ | زیر خاکی                 | فیلم تلویزیونی   |
| ۱۳۹۲ | باور آرامش               | فیلم تلویزیونی   |
| ۱۳۹۳ | ماجراهای خاله دنا و شپلک | مجموعه تلویزیونی |
| ۱۳۹۴ | تولد جنجالی              | فیلم سینمایی     |
| ۱۳۹۶ | آرامش از نوعی دیگر       | تئاتر تلویزیونی  |

### بازیگری

#### در سینما
| سال  | نام فیلم               | کارگردان                       |
| ---- | ---------------------- | ------------------------------ |
| ۱۳۷۰ | نیاز                   | علیرضا داودنژاد                |
| ۱۳۷۱ | آذرخش                  | احمدرضا درویش                  |
| ۱۳۷۱ | مأموریت آقای شادی      | محمدرضا زهتابی                 |
| ۱۳۷۲ | پناهنده                | رسول ملاقلی‌پور                 |
| ۱۳۷۳ | مروارید سیاه           | حبیب‌اله بهمنی شفیع آقا محمدیان |
| ۱۳۷۴ | لیلی با من است         | کمال تبریزی                    |
| ۱۳۷۴ | توطئه                  | علی قوی‌تن                      |
| ۱۳۷۷ | محبوبه                 | احمد حسنی مقدم                 |
| ۱۳۸۴ | زیر درخت هلو           | ایرج طهماسب                    |
| ۱۳۸۵ | گیس‌بریده               | جمشید حیدری                    |
| ۱۳۸۵ | اخراجی‌ها               | مسعود ده نمکی                  |
| ۱۳۸۵ | نصف مال من، نصف مال تو | وحید نیکخواه آزاد              |
| ۱۳۸۶ | تسویه‌حساب              | تهمینه میلانی                  |
| ۱۳۸۷ | اخراجی‌ها ۲             | مسعود ده نمکی                  |
| ۱۳۸۸ | کیش و مات              | جمشید حیدری                    |
| ۱۳۸۸ | یک جیب پر پول          | قدرت‌الله صلح‌میرزایی            |
| ۱۳۸۸ | حلقه‌های ازدواج         | شاهین باباپور                  |
| ۱۳۹۳ | ایران برگر             | مسعود جعفری جوزانی             |
| ۱۳۹۴ | آشوب                   | کاظم راست‌گفتار                 |
| ۱۳۹۴ | ۲۴ سپتامبر             | مریم ابراهیم‌وند                |
| ۱۳۹۵ | شکلاتی                 | سهیل موفق                      |
| ۱۳۹۶ | دم‌سرخ‌ها                | آرش معیریان                    |
| ۱۳۹۶ | خجالت نکش              | رضا مقصودی                     |
| ۱۳۹۶ | به وقت خماری           | محمدحسین لطیفی                 |
| ۱۳۹۶ | هزارپا                 | ابوالحسن داوودی                |
| ۱۳۹۷ | آپاچی                  | آرش معیریان                    |
| ۱۳۹۷ | اژدر                   | رضا سبحانی                     |
| ۱۳۹۷ | سلام علیکم حاج آقا     | حسین تبریزی                    |

#### در مجموعه تلویزیونی
| سال تولید | نام سریال                      | کارگردان                                                          | شبکه |
| --------- | ------------------------------ | ----------------------------------------------------------------- | ---- |
| ۱۳۶۵      | اغر بخیر                       | مجید بهشتی                                                        | یک   |
| ۱۳۶۹–۱۳۶۷ | هتل پرستاره (مسابقه تلویزیونی) | ایرج طهماسب                                                       | یک   |
| ۱۳۷۰–۱۳۶۸ | هزاران برگ و هزار رنگ          | حسین فردرو حسین محب‌اهری                                           | یک   |
| ۱۳۷۱–۱۳۷۲ | آپارتمان                       | اصغر هاشمی                                                        | یک   |
| ۱۳۷۲      | حماسه ایثار                    | کاظم بلوچی                                                        | یک   |
| ۱۳۷۲      | میثاق خون                      | حسین مختاری                                                       | یک   |
| ۱۳۷۳      | آوای فاخته                     | بهمن زرین‌پور                                                      | یک   |
| ۱۳۷۴      | سپیده‌دمان                      |                                                                   |      |
| ۱۳۷۵      | به رنگ صدف                     | عباس رنجبر                                                        | یک   |
| ۱۳۷۵      | امام علی                       | داود میرباقری                                                     | یک   |
| ۱۳۷۶      | دستی بر آتش                    | معصومه تقی‌پور                                                     | یک   |
| ۱۳۷۷      | هتل                            | مرضیه برومند                                                      | پنج  |
| ۸۹–۱۳۸۳   | مختارنامه                      | داود میرباقری                                                     | یک   |
| ۱۳۸۳      | فرار بزرگ                      | محمدحسین لطیفی                                                    | یک   |
| ۱۳۸۵      | قرارگاه مسکونی                 | سیدجواد رضویان                                                    | پنج  |
| ۱۳۸۶      | ساعت شنی                       | بهرام بهرامیان                                                    | یک   |
| ۱۳۸۶      | پیامک از دیار باقی             | سیروس مقدم                                                        | یک   |
| ۱۳۸۶      | سه در چهار                     | مجید صالحی                                                        | یک   |
| ۱۳۸۷      | ملودی شهر بارانی (تله‌تئاتر)    | هادی مرزبان (کارگردان هنری) مسعود فروتن (کارگردان تلویزیونی)      | چهار |
| ۱۳۸۷      | اشک‌ها و لبخندها                | حسن فتحی                                                          | یک   |
| ۱۳۸۹      | دارا و ندار                    | مسعود ده‌نمکی                                                      | پنج  |
| ۱۳۹۰      | سه پنج دو                      | حسین سهیلی‌زاده                                                    | پنج  |
| ۱۳۹۱      | چمدان                          | خسرو ملکان                                                        | دو   |
| ۱۳۹۱      | کلاه پهلوی                     | سید ضیاءالدین دری                                                 | یک   |
| ۱۳۹۱      | دختری به نام آهو               | قدرت‌الله صلح‌میرزایی                                               | پنج  |
| ۱۳۹۲      | اولین انتخاب                   | مهدی صباغ‌زاده                                                     | پنج  |
| ۱۳۹۳      | ما فرشته نیستیم                | فلورا سام                                                         | پنج  |
| ۱۳۹۶      | آرامش از نوعی دیگر (تله‌تئاتر)  | مازیار لرستانی (کارگردانی هنری) مسعود فروتن (کارگردانی تلویزیونی) | چهار |
| ۱۳۹۸      | حکایت‌های کمال                  | قدرت‌الله صلح میرزایی                                              | دو   |
| ۱۳۹۹      | روزهای ابدی                    | جواد شمقدری                                                       | یک   |
| ۱۳۹۹      | با خانمان                      | برزو نیک نژاد                                                     | سه   |
| ۱۴۰۱      | خوشنام                         | علیرضا نجف‌زاده                                                    | یک   |

#### در نمایش خانگی
| سال تولید | نام سریال | کارگردان    |
| --------- | --------- | ----------- |
| ۱۳۹۸      | موچین     | حسین تبریزی |